# Ulricehamn (stad)
Ulricehamn is de hoofdstad van de gemeente Ulricehamn in het landschap Västergötland en de provincie Västra Götalands län in Zweden. De plaats heeft 9349 inwoners (2007) en een oppervlakte van 609 hectare.

## Historie
De plaats was in het verleden bekend onder de naam Bogesund en vormde het toneel van een van de Slagen tijdens de strijd van de Zweden tegen de Denen voor de onafhankelijkheid van Zweden en het uittreden uit de Kalmarunie.
De slag die hier gevoerd werd op 19 januari 1520 werd overigens door de Zweden verloren. Aan deze slag is de naam van Sten Sture de Jongere verbonden, de Zweedse regent die hierbij het leven liet.

## Verkeer en vervoer
Bij de plaats lopen de Riksväg 40, Riksväg 46 en Länsväg 157.

## Geboren
- Arvid Fagrell (1888-1932), voetballer
- Fredrik Ohlsson (1931-2023), acteur

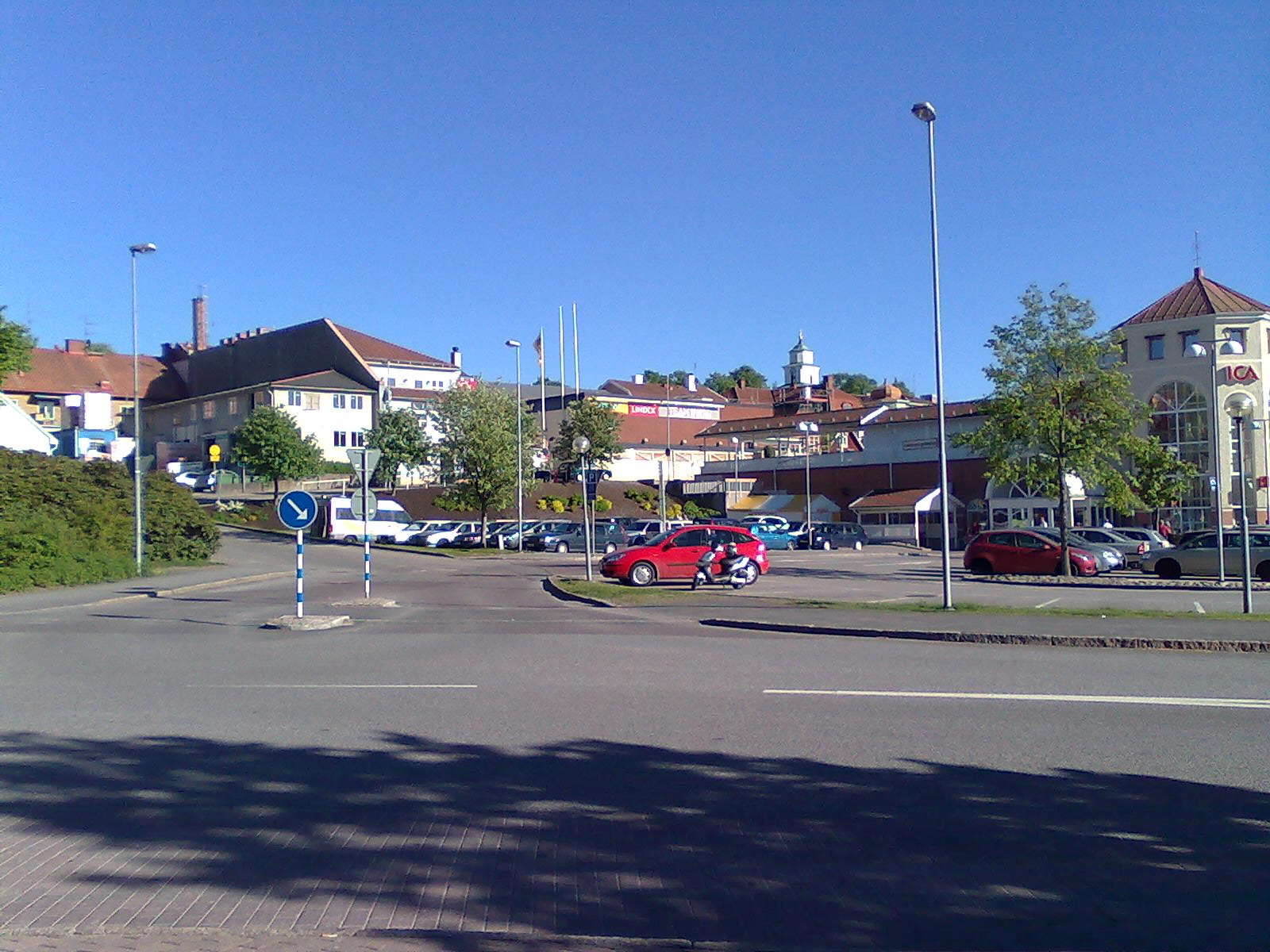
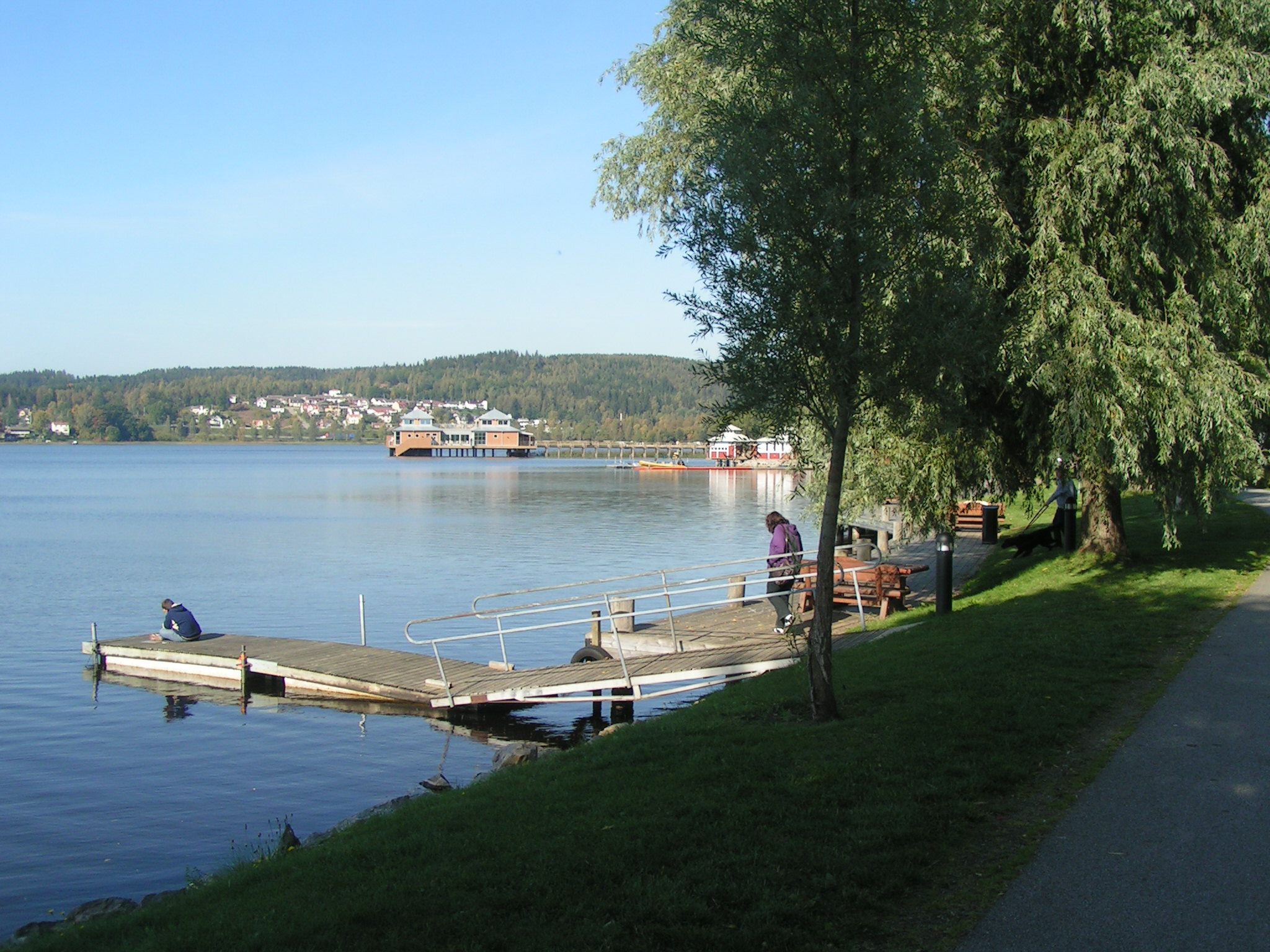
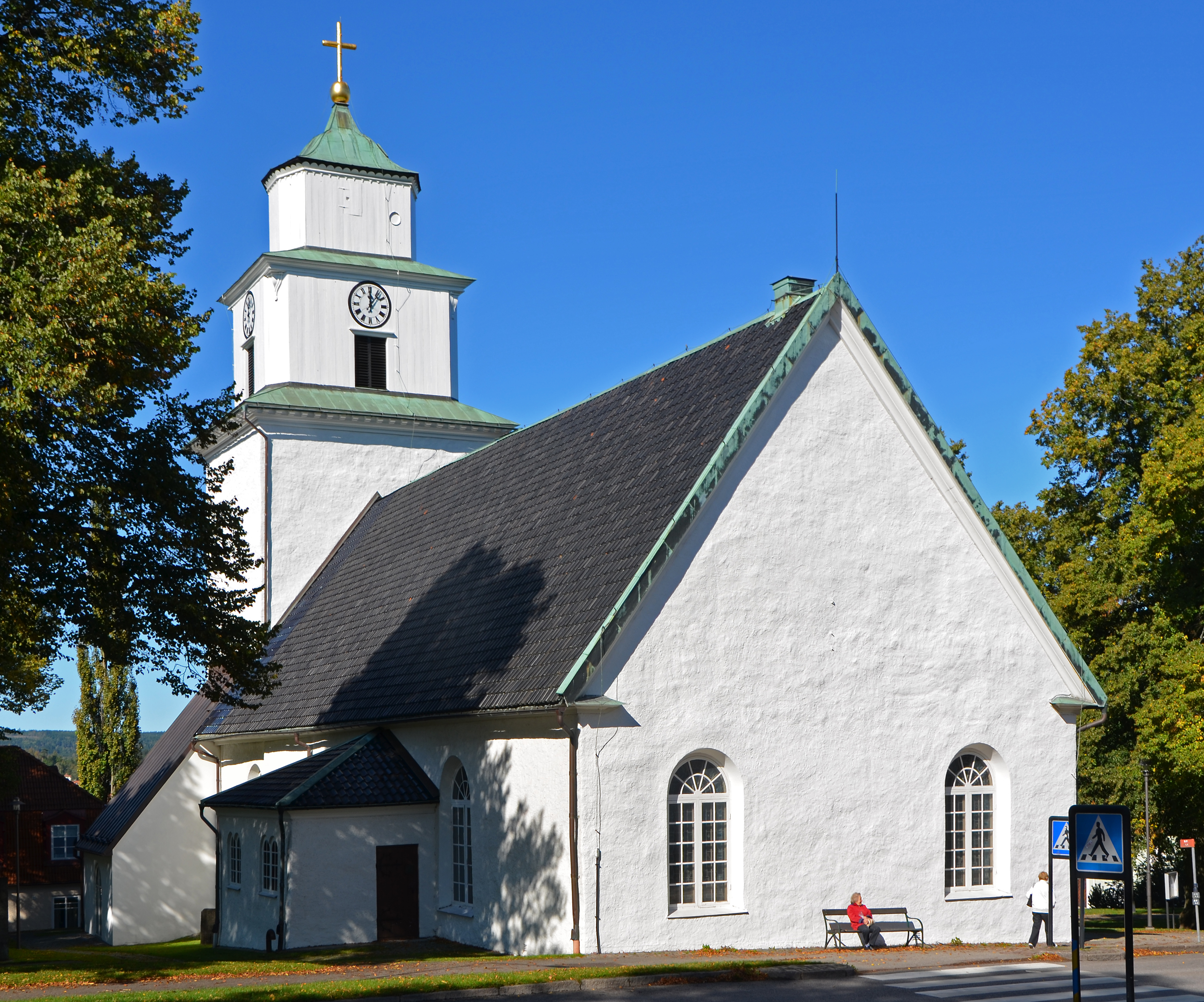
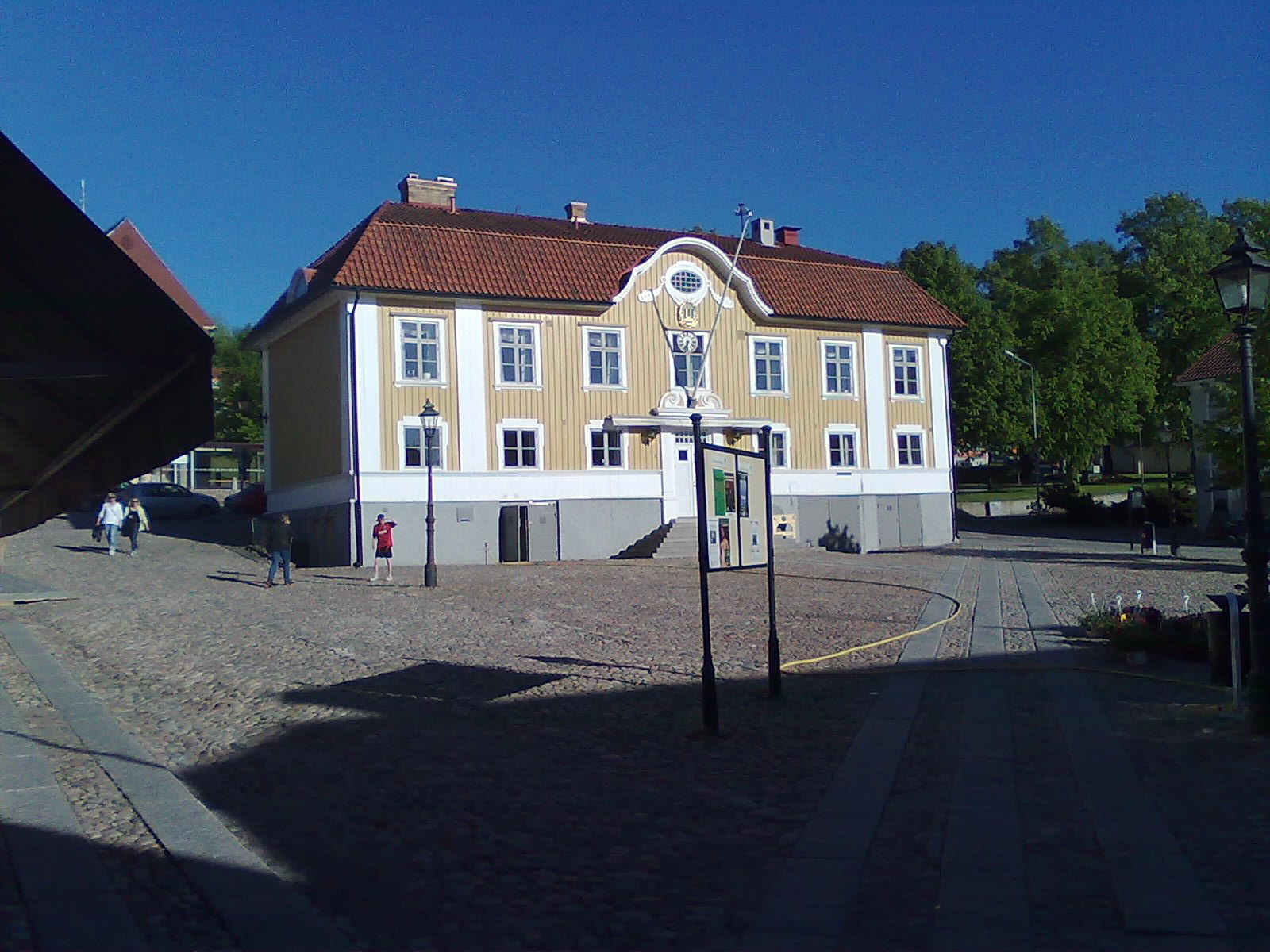

- Hanna Falk (1989), langlaufster